# Диггаджи
Диггаджи, или дигнаги, или диннаги (др.-инд. dig-gaja, от dik, «сторона света» и gaja, «слон»), в индуизме космические слоны, которые охраняют различные стороны света. Обычно охраной они занимаются совместно с богами-локапалами. Главным слоном Диггаджи считается Айравата, личный слон бога Индры, охранителя Востока. Личного слона бога Агни зовут Пундарика, он охраняет юго-запад. Личный слон бога Ямы — Вамана, он охраняет юг. Кумуда является слоном бога Сурьи и сторожит юго-восток. Анджана, который является личным слоном Варуны — запад. Личным слоном Ваю является Пушпаданта, он охраняет северо-запад. Сарвабхаума, который считается слоном Куберы — север. Супратика — слон Сомы — северо-восток.

## Происхождение термина
Термин восходит к реформаторским движениям в индуизме девятнадцатого столетия.